# Kostel svatého Bartoloměje (Ostrava)
Kostel svatého Bartoloměje je římskokatolický filiální kostel spadající pod mariánskohorskou farnost. Nachází se v ostravském městském obvodu Nová Ves.

## Historie
Roku 1443 postavil ostravský farář Řehoř na místě současného kostela kapli. Ta byla později zbořena a koncem 16. století nahrazena novou v gotickém stylu. K ní byla v 18. století přistavěna barokní loď a kaple se tak stala presbytářem nového kostela. Na kostele proběhly dvě větší opravy – v roce 1807, kdy dokonce hrozilo jeho zboření, a v roce 1913. Kostel byl od založení přifařen pod Moravskou Ostravu, od roku 1913 spadá pod Mariánské Hory.

## Interiér
Na hlavním oltáři stojí socha sv. Bartoloměje, patrona Nové Vsi. Vedle oltáře se nachází erb prostějovského kanovníka Františka Ondřeje z Mandorfu ze 17. století. Od 19. století zdobí oltář epitafní obraz od ostravského malíře Jiřího Milotského namalovaný roku 1639. Dva vedlejší oltáře jsou zasvěceny sv. Barboře a Matce Boží Čenstochovské.

## Fotogalerie

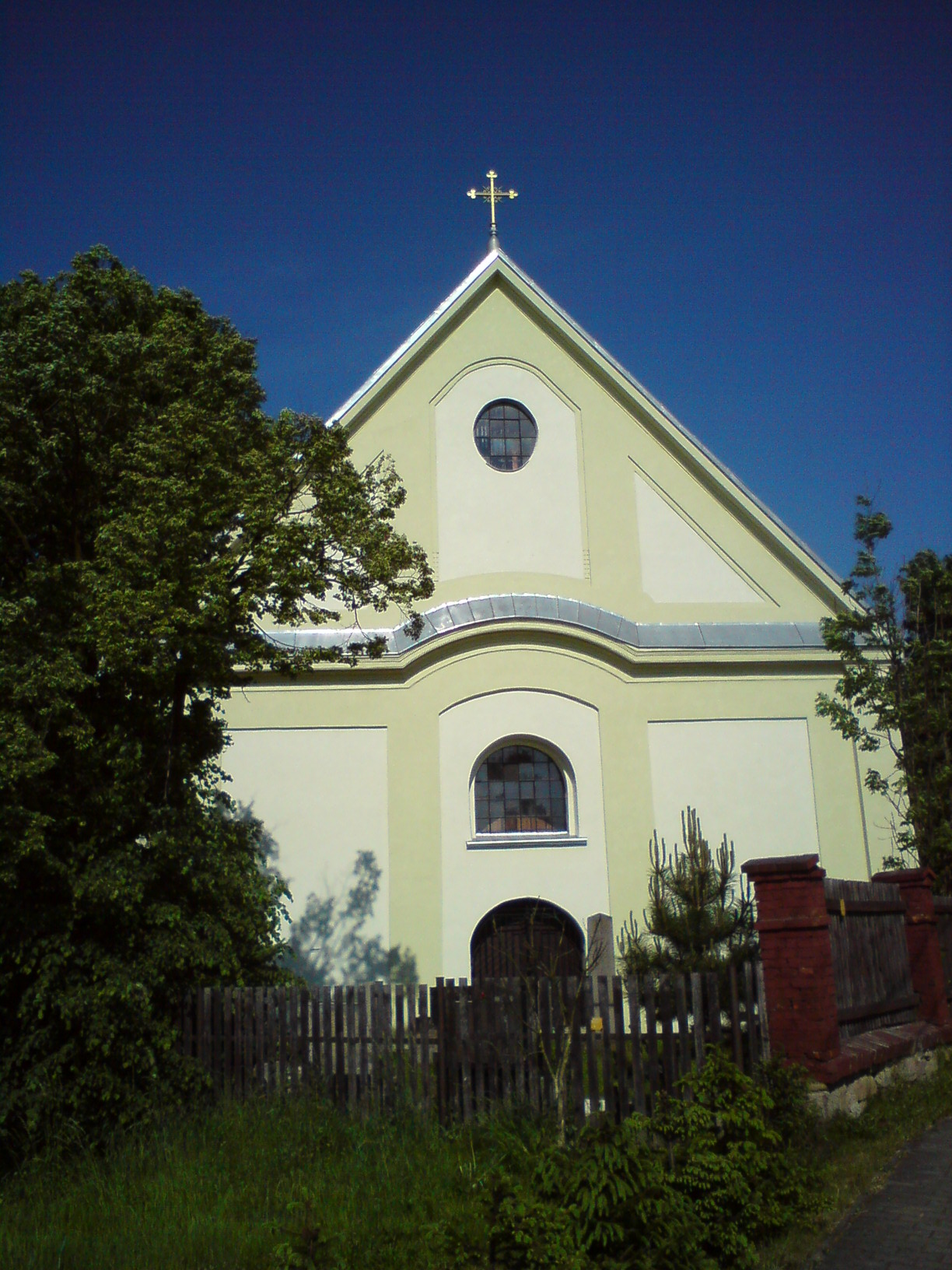
Průčelí kostela
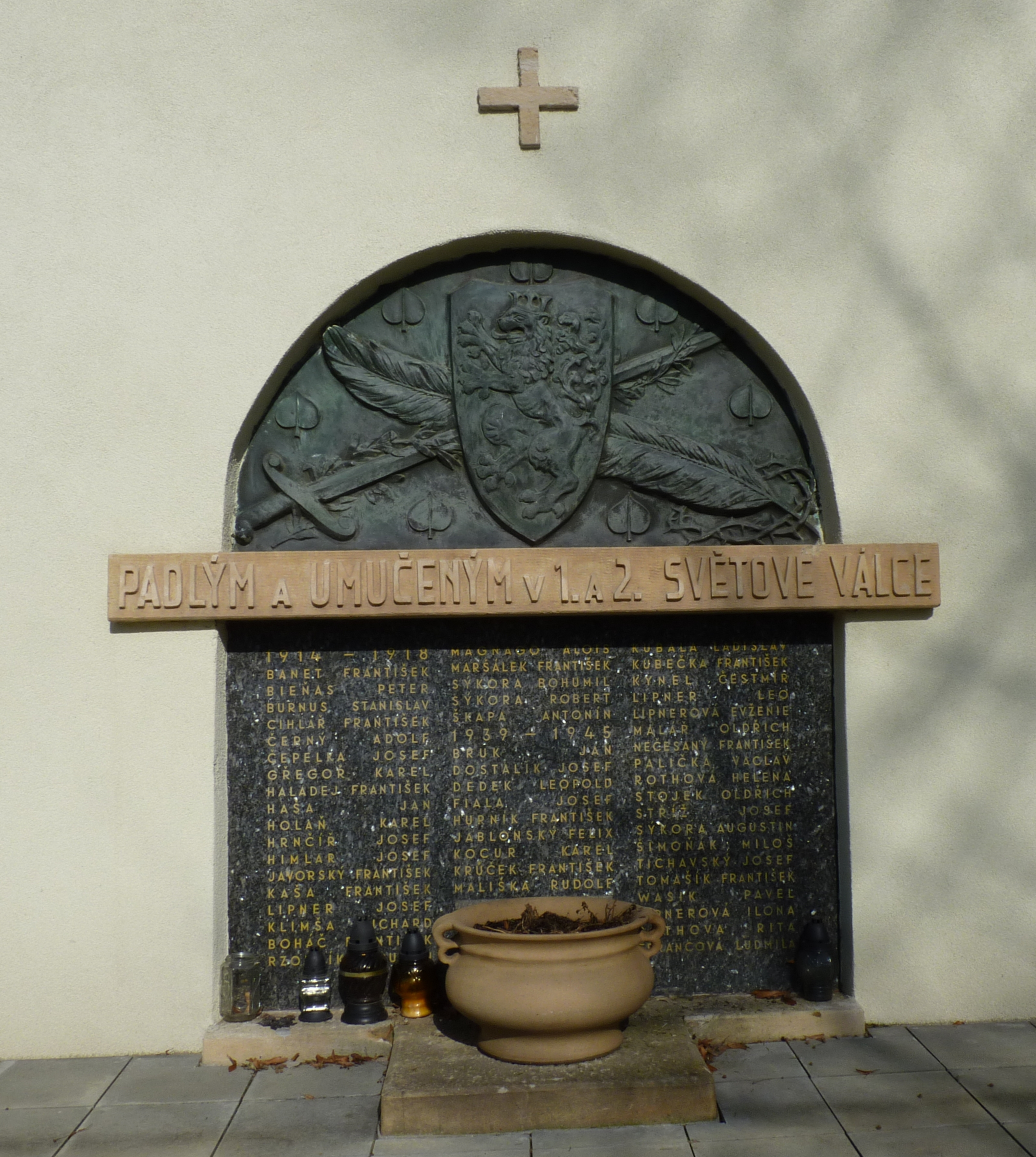
Památník ve zdi kostela
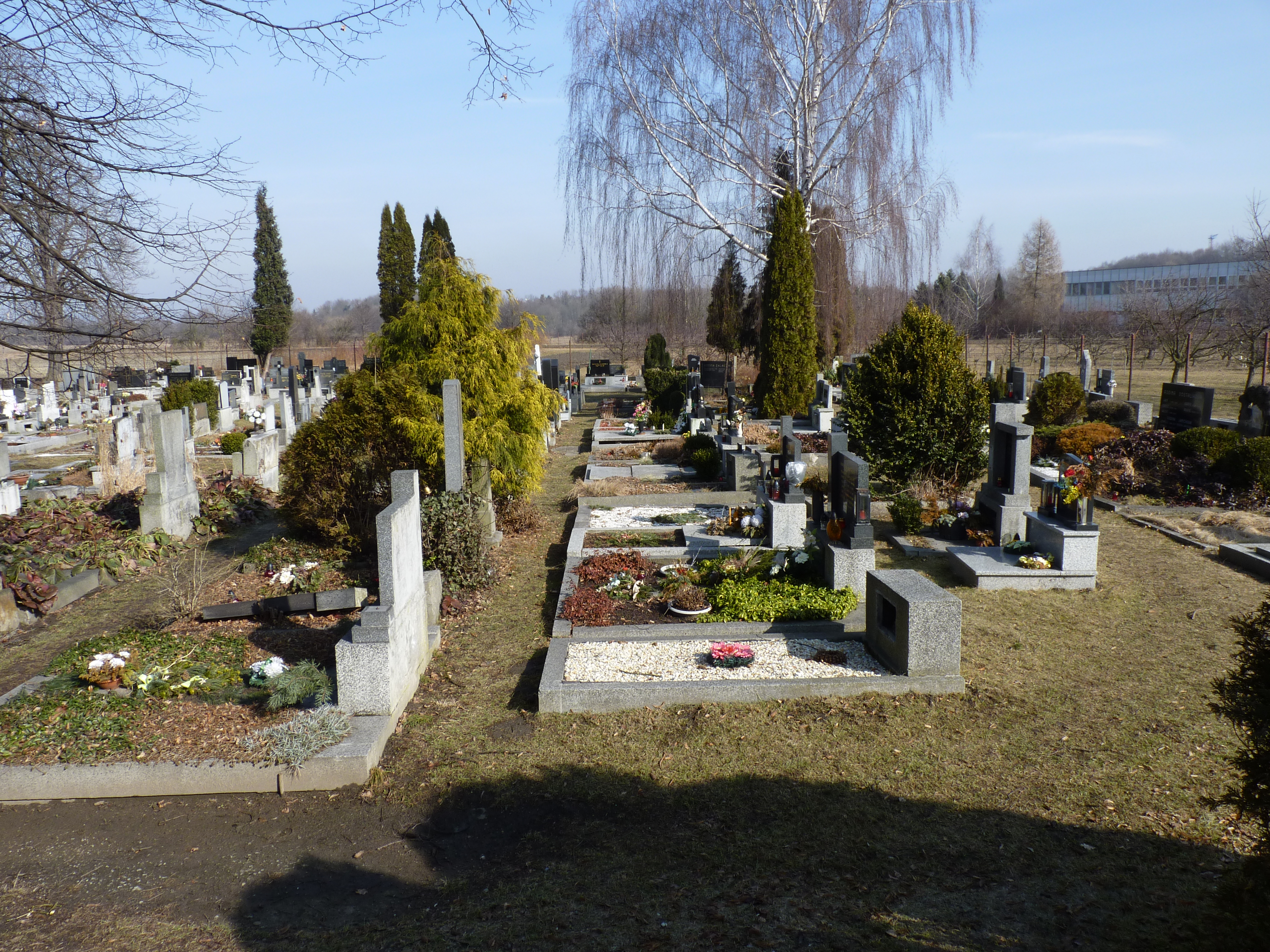
Přilehlý hřbitov